# (6940) 1972 HL1
(6940) 1972 HL1 là một tiểu hành tinh vành đai chính. Nó được phát hiện bởi Carlos Torres ở Đài thiên văn Cerro El Roble vận hành bởi Đại học Chile ngày 19 tháng 4 năm 1972.